# Fomm ir-Riħ
Fomm ir-Riħ – zatoka położona w zachodniej części Malty, nad Morzem Śródziemnym. Znajduje się na północ od miejscowości Baħrija, na pograniczu dwóch jednostek administracyjnych: Mġarr i Rabat.

## Plaża

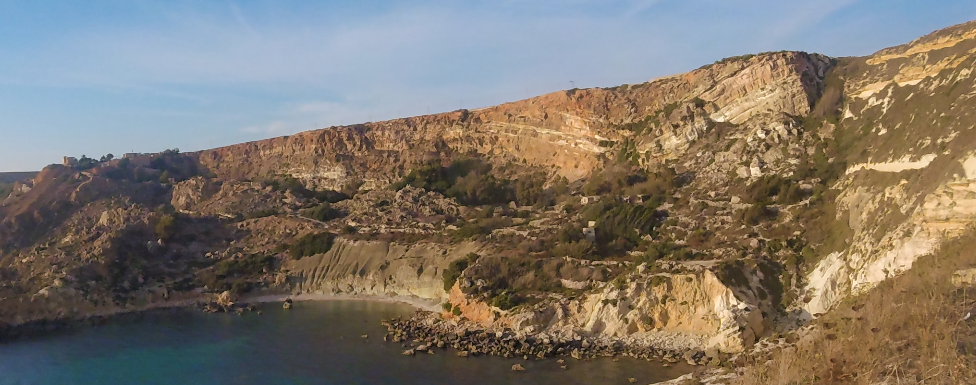
Wschodnia część zatoki z kamienistą plażą.

Plaża typu pocket, o długości 70,3 m, szerokości 7,4 m i powierzchni 611 m². Zbudowana jest głównie z bardzo grubych żwirów, bardzo małych głazów i żwirów gruboziarnistych Procentowy udział frakcji: żwiry 78%, głazy 22%. Jedyną drogą w dół - na plażę jest przejście stromą ścieżką.

## Ruiny
W pobliżu zatoki znajduje się przylądek oraz stanowisko archeologiczne Ras ir-Raħeb, na którym znajdują się ruiny megalitycznej świątyni, jak też pozostałości punicko-rzymskie. Dawniej w okolicy stała wieża Blat Mogħża.

## Klify
Zatoka od południowej strony jest otoczona klifami.

## Budowa geologiczna

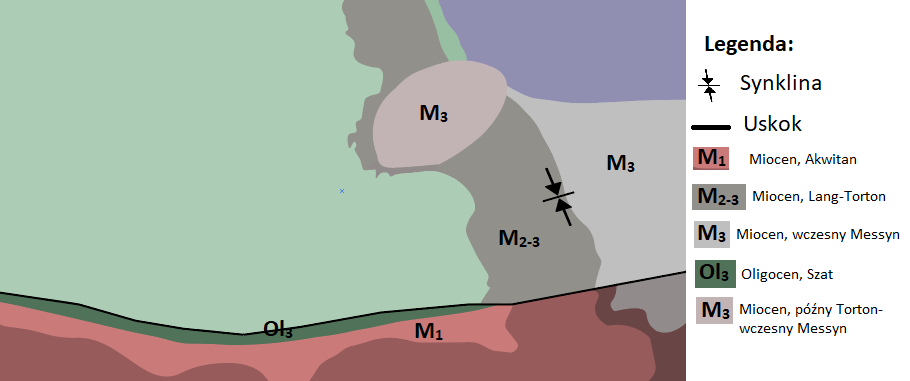
Budowa geologiczna zatoki Fomm ir-Riħ

Geologia wysp maltańskich składa się z młodych warstw osadowych pierwotnie osadzonych w osadach morskich około 30 do 5 milionów lat temu w oligocenie i miocenie.
Południową granicę zatoki wyznacza uskok, charakteryzujący się wysokim klifem, eksponujący formację Lower Coralline Limestone (Ryc.1).  Na wschodniej ścianie znajduje się dobrze widoczna synklina (Ryc.2).
Lower Coralline Limestone, Ol3 – (oligocen, szat) najstarsza formacja odkryta na wyspach maltańskich. Twardy jasnoszary wapień złożony z pokładów zawierających morskie wapienne algi koralowe.
Formacja Globigerina Limestone, M1 – (miocen, akwitan) od blado kremowych do żółtych wapieni, budowanych przez otwornice. Górna warstwa o twardym podłożu. Skamieniałe osady zawierają: mięczaki, korale, zęby ryb i jeżowce. Obecność glaukonitu. Grubość do 80 m.
Formacja Blue Clay, M2-3 – (miocen, lang-torton) szare margle pelagiczne, zazwyczaj z dobrze rozwiniętymi pokładami zbudowanymi z otwornic, ale o niższej zawartości gliny.
Formacja Upper Coralline Limestone, M3 – (miocen, wczesny messyn) najmłodsza formacja znajdująca się na wyspach maltańskich. Twarde, jasnoszare wapienie z niewielką pozostałością bioskamieniałości. Występowanie ostańców erozyjnych i synklin.
Formacja Upper Coralline Limestone, M3 – (miocen, późny torton – wczesny messyn) jasnoszare i brązowo-szare gruboziarniste wapienie (wackestones i packstones) zawierające glony, mięczaki i jeżowce. Grubość 30-50 m.